# San Juan de Flores
San Juan de Flores (auch bekannt als Cantaranas) ist eine Gemeinde im Departamento Francisco Morazán in Honduras. Sie befindet sich am Fluss Chiquito etwa 30 km von der Hauptstadt Tegucigalpa entfernt. Jedes Jahr im April findet das Festival de Alimentos tradicionales en vías de extinción statt, bei dem traditionelles honduranisches Essen angeboten wird.
Die Bevölkerung setzt sich wie folgt zusammen:
| Frauen | 5.024  | 48,5 % |
| Männer | 5.328  | 51,5 % |
| Gesamt | 10.352 | 100 %  |

## Söhne und Töchter der Stadt
- Ramón Ernesto Cruz (1903–1985), Präsident von Honduras